# Jerzy Andrzejewski

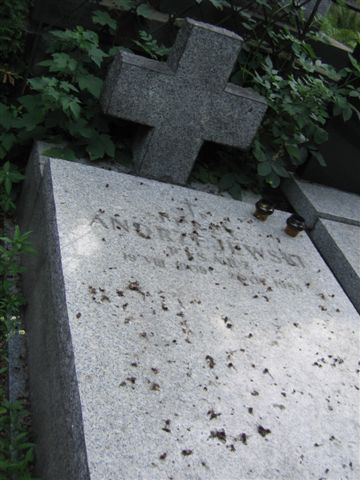
Mộ phần của Jerzy Andrzejewski tại Nghĩa trang Powązki tại Warszawa

Jerzy Andrzejewski (phát âm tiếng Ba Lan: [ˈjɛʐɨ andʐɛˈjɛfskʲi]; 19 tháng 8 năm 1909 - 19 tháng 4 năm 1983) là một nhà văn người Ba Lan. Các tác phẩm của ông lên án các vấn đề đạo đức gây tranh cãi như là sự phản bội, người Do Thái và trại Auschwitz trong thời chiến. Các cuốn tiểu thuyết của ông, Tro tàn và Kim cương (về tình hình ngay sau cuộc chiến tranh ở Ba Lan), và Tuần lễ Thánh (về Cuộc nổi dậy ở khu ổ chuột Warsaw), đã được đạo diễn người Ba Lan đoạt giải Oscar Andrzej Wajda chuyển thể thành phim. Tuần lễ Thánh và Tro tàn và Kim cương đều đã được dịch sang tiếng Anh. Cuốn tiểu thuyết Cánh cổng Thiên đường của ông đã được James Kirkup dịch sang tiếng Anh và được nhà xuất bản Panther Books xuất bản với việc viết tên ông là "George Andrzeyevski".

## Cuộc đời và sự nghiệp
Sinh ra ở Warszawa năm 1909, Andrzejewski theo học khoa Bác ngữ học tại Đại học Warszawa ở Đệ Nhị Cộng hòa Ba Lan. Năm 1932, ông ra mắt trên Tạp chí ABC với truyện ngắn đầu tiên mang tên Wobec czyjegoś życia. Năm 1936, ông xuất bản một tuyển tập truyện ngắn đầy đủ tên là Drogi nieuniknione, trên tờ Biblioteka Prosto z mostu, và nhanh chóng nhận được sự công nhận rộng rãi cho cuốn tiểu thuyết mới lấy cảm hứng từ Công giáo mang tên Ład serca từ năm 1938.
Trong Chiến tranh thế giới thứ hai, ông đã tham gia vào các nỗ lực hỗ trợ người tị nạn Do Thái. Cuốn tiểu thuyết ngắn Tuần lễ Thánh (1945) của ông được mô tả là "được cho là nỗ lực văn học đầu tiên xem xét hành vi của người Ba Lan đối mặt với Holocaust".
Ngay sau Thế chiến thứ hai, Andrzejewski đã xuất bản tập Đêm (Noc, 1945) và cuốn tiểu thuyết nổi tiếng nhất của ông cho đến nay, Tro tàn và Kim cương (Popiół i diament, 1948). Gia nhập Đảng Công nhân Thống nhất Ba Lan (PZPR) năm 1950, ông rời đảng sau cuộc biểu tình và bạo loạn tháng Mười năm 1956 ở Ba Lan. Sau vụ trấn áp Mùa xuân Praha, trong đó có quân đội Ba Lan tham gia, Andrzejewski đã viết một lá thư xin lỗi Eduard Goldstücker, Chủ tịch Liên đoàn Nhà văn Tiệp Khắc. Năm 1964, ông là một trong những người ký tên vào cái gọi là Lá thư số 34 gửi Thủ tướng Józef Cyrankiewicz về quyền tự do văn hóa. Năm 1976, Andrzejewski là một trong những thành viên sáng lập của nhóm trí thức đối lập KOR (Ủy ban Bảo vệ Công nhân). Sau này, Andrzejewski là người ủng hộ mạnh mẽ phong trào Đoàn kết chống Cộng sản ở Ba Lan.
Andrzejewski là người đồng tính.
Mặc dù thường xuyên được coi là người dẫn đầu cho Giải Nobel Văn học nhưng ông chưa bao giờ nhận được vinh dự này. Người ta cho rằng chứng nghiện rượu của ông trong những năm cuối đời có thể đã cản trở việc cho ra đời các tác phẩm văn học của ông, do đó ngăn cản ông trở thành một chuyên gia về đạo đức thực sự.
Ông qua đời vì một cơn đau tim ở Warsaw vào năm 1983.

## Di sản
Các tác phẩm thời chiến của Andrzejewski, thứ đã truyền cảm hứng cho lực lượng Quân đội Nhà chống Đức Quốc xã, và sau đó là cho công việc của ông sau chiến tranh với tư cách là người tuyên truyền cho chủ nghĩa Stalin ở Ba Lan, đã được phân tích trong cuốn The Captive Mind của Czesław Miłosz. Trong cuốn sách đó, Miłosz ám chỉ Andrzejewski là "Alpha". Theo Miłosz, văn của Andrzejewski là "thánh thiện và siêu phàm", và các nhà thơ và nhà văn khác ở Ba Lan thời hậu chiến coi ông là một "cô gái điếm đáng kính."
Vào ngày 23 tháng 9 năm 2006, Jerzy Andrzejewski được Tổng thống Ba Lan Lech Kaczyński truy tặng Huân chương Tư lệnh Polonia Restituta.

## Tác phẩm tiêu biểu
- Những con đường không thể tránh khỏi (Drogi nieuniknione, 1936), một tuyển tập truyện ngắn
- Trật tự của trái tim (Ład serca, 1938), tiểu thuyết đầu tiên, đoạt giải thưởng của Viện Văn học Ba Lan
- Đêm (Noc, 1945) và Tuần Thánh
- Tro tàn và Kim cương (Popiół i diament, 1948),[9] phiên bản điện ảnh đã giành được Giải thưởng của các nhà phê bình tại Liên hoan phim Venezia 1959
- The Inquisitors ( Ciemności kryją ziemię, 1957, tr. 1960)
- Một cuộc chiến hiệu quả (Wojna skuteczna, czyli Opis bitew i potyczek z Zadufkami, 1953), câu chuyện có cái nhìn tích cực về chủ nghĩa Stalin
- Cánh cổng thiên đường (Bramy raju, 1960), cuốn tiểu thuyết đáng chú ý vì được viết gần như không có dấu chấm câu, trong hai câu
- A Sitter for a Satyr (Idzie skacząc po gôrach, 1963) được xuất bản tại Vương quốc Anh với tựa đề He Cometh Leaping upon the Mountain